# Augusta Viktorie Šlesvicko-Holštýnská
Augusta Viktorie Šlesvicko-Holštýnská (Auguste Viktoria Friederike Luise Feodora Jenny; 22. říjen 1858 Lubsko, Prusko – 11. duben 1921 Doorn, Nizozemsko) byla poslední německá císařovna a pruská královna. Byla první manželkou posledního německého císaře a pruského krále Viléma II.

## Původ
Augusta Viktorie se narodila 22. října 1858 nevýznamnému princi Fridrichovi Šlesvicko-Holštýnsko-Sonderbursko-Augustenburskému (z vedlejší linie rodu Oldenburků) a jeho ženě Adlétě z Hohenlohe-Langenburgu, neteři britské královny Viktorie. V roce 1863 došlo k vymření hlavní linie Oldenburského rodu, která vládla v Dánském království a současně ve spojených vévodstvích Šlesvicku a Holštýnsku. Její otec si začal nárokovat právo na následnictví v obou vévodstvích jako nejbližší mužský potomek Hedviky ze Schauenburgu.
V rodině byla známá jako Dona.

## Manželství
Dne 27. února 1881 se Augusta provdala za svého nevlastního bratrance, pruského prince Viléma. Augustina babička z matčiny strany princezna Feodora Leiningenská byla nevlastní sestrou královny Viktorie, která byla Vilémovou babičkou z matčiny strany.
Vilém již dříve požádal o ruku svou sestřenici, princeznu Alžbětu Hesenskou a Rýnskou (v rodině známou jako „Ella“), dceru vlastní sestry své matky, ale ta odmítla. Na to nereagoval dobře a byl neoblomný, že se brzy ožení s jinou princeznou.
Vilémova rodina byla původně proti sňatku s Augustou Viktorií, jejíž otec nebyl ani panovníkem. Kancléř Otto von Bismarck byl však silným zastáncem sňatku, protože věřil, že by to ukončilo spor mezi pruskou vládou a Augustiným otcem. Nakonec Vilémova neústupnost, Bismarckova podpora a odhodlání přenést se přes odmítnutí jeho žádosti o ruku Elly vedly k tomu, že váhající císařská rodina dala oficiální souhlas.

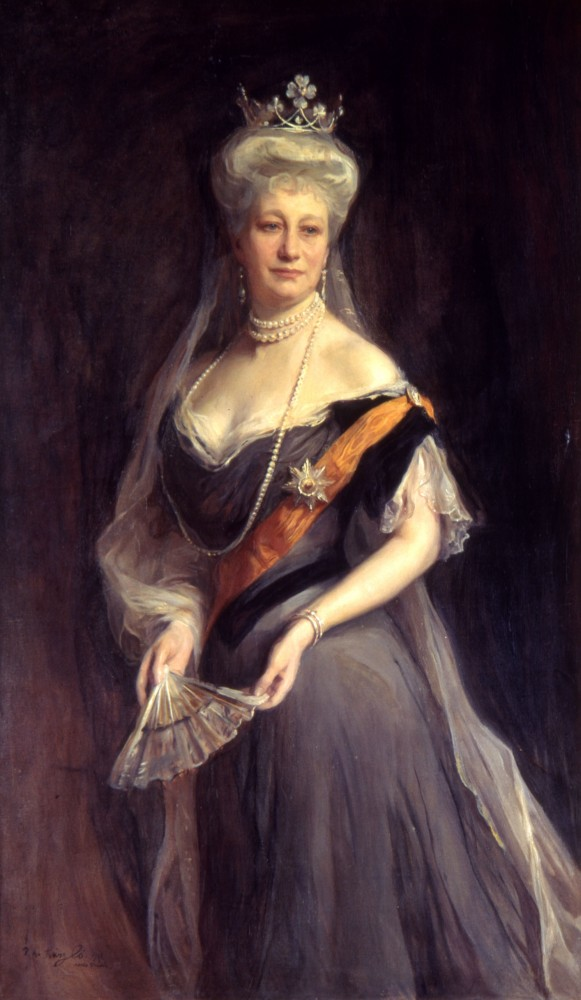
Císařovna Augusta Viktorie, 1908

Když se Vilém stal císařem, Augusta a její tchyně se na několik let sblížily, protože Augusta byla často osamělá, když byl Vilém na vojenských cvičeních, a obracela se na tchyni, aby jí dělala společnost, ačkoli s ní nikdy nenechávala své děti o samotě, aby je neovlivnil její známý liberalismus. Přesto byly obě často vídány, jak spolu jezdí v kočáře. Augusta byla u Viktoriina lůžka, když v roce 1901 zemřela na rakovinu prsu.
Augusta také neměla příliš vřelé vztahy s některými Vilémovými sestrami, zejména s nedávno provdanou řeckou korunní princeznou Sofií. Když Žofie v roce 1890 oznámila svůj úmysl přestoupit na řecké pravoslaví, Dona si ji předvolala a řekla jí, že pokud tak učiní, nejenže to bude pro Viléma nepřijatelné, ale bude jí zakázán vstup do Německa a její duše skončí v pekle. Sofie odpověděla, že je její věcí, zda to udělá, nebo ne. Augusta propadla hysterii a předčasně porodila syna, prince Jáchyma, v důsledku čehož ho po zbytek života přehnaně chránila, protože se domnívala, že je příliš křehký. 

## Pozdější léta života a smrt
V roce 1920 byl šok z exilu a abdikace, spolu s rozpadem Jáchymova manželství a jeho následnou sebevraždou, pro Augustino zdraví příliš velkou zátěží. Augusta Viktorie zemřela 11. dubna 1921 v Huis Doorn v nizozemském Doornu. Vilém, který se stále vzpamatovával ze stejných ztrát, byl její smrtí zdrcen. Výmarská republika povolila převoz jejích ostatků zpět do Německa. Protože mu nebyl povolen vstup do Německa, mohl Vilém svou ženu na její poslední cestě doprovodit jen k německým hranicím. Byla pohřbena v Antickém chrámu v parku Sanssouci v německé Postupimi.

## Rodina
V Berlíně se 27. února 1881 provdala za pruského prince Viléma (budoucí císař Vilém II.). Vilém a Augusta byli vzdálení příbuzní. Jejich společným předkem byla matka britské královny Viktorie, Viktorie Sasko-Kobursko-Saalfeldská. Pár spolu měl sedm dětí, šest synů a jedinou dceru:
- 1. Vilém (6. 5. 1882 Postupim – 20. 7. 1951 Hechingen), korunní princ Německé říše a Pruska, od roku 1941 hlava rodu Hohenzollernů
  - ⚭ 1905 Cecílie Meklenbursko-Zvěřínská (20. 9. 1886 Schwerin – 28. 12. 1954 Bad Kissingen), vévodkyně meklenburská
- 2. Eitel Fridrich (7. 7. 1883 Postupim – 8. 12. 1942 tamtéž)
  - ⚭ 1906 Žofie Šarlota Oldenburská (2. 2. 1879 Oldenburg – 29. 3. 1964 Westerstede), manželství bylo rovedeno v roce 1926
- 3. Adalbert (14. 7. 1884 Postupim – 22. 9. 1948 La Tour-de-Peilz)
  - ⚭ 1914 Adelaida Sasko-Meiningenská (16. 8. 1891 Kassel – 25. 4. 1971 La Tour-de-Peilz)
- 4. August Vilém (29. 1. 1887 Postupim – 25. 3. 1949 Stuttgart) 
  - ⚭ 1908 Alexandra Viktorie Šlesvicko-Holštýnsko-Sonderbursko-Glücksburská (21. 4. 1887 Grünholz – 15. 4. 1957 Lyon), rovedli se v roce 1920
- 5. Oskar (27. 7. 1888 Postupim – 27. 1. 1958 Mnichov)
  - ⚭ 1914 hraběnka Ina Marie von Bassewitz (27. 1. 1888 Bristow – 17. 9. 1973 Mnichov)
- 6. Jáchym (17. 12. 1890 Berlín – 18. 7. 1920 Postupim), ukončil svůj život sebevraždou
  - ⚭ 1916 Marie Augusta Anhaltská (10. 6. 1898 Ballenstedt – 22. 5. 1983 Essen), rovedli se v roce 1919
- 7. Viktorie Luisa (13. 9. 1892 Postupim – 11. 12. 1980 Hannover)
  - ⚭ 1913 Arnošt August Brunšvický (17. 11. 1887 Vídeň – 23. 1. 1953 Marienburg), poslední vévoda brunšvický v letech 1913–1918, hlava hannoverské dynastie od roku 1923 až do své smrti

## Tituly
- 22. října 1858 – 27. únor 1881: Její Jasnost, Augusta Viktorie Šlesvicko-Holštýnsko-Sonderbursko-Augustenburská
  - listopad 1863 – 27. únor 1881: Její Jasnost, princezna Augusta Viktorie Šlesvicko-Holštýnská
- 27. únor 1881 – 9. březen 1888: Její královská Výsost, pruská princezna
- 9. březen 1888 – 15. červen 1888: Její císařská a královská Výsost, německá a pruská korunní princezna
- 15. červen 1888 – 11. dubna 1921: Její císařské a královské Veličenstvo, německá císařovna a pruská královna

## Vývod z předků
|                                       |                                                                        |  |                                           |                                                          |  |  |  |  |  |  |  | Frederik Kristián I. Augustenburský |
|                                       |                                                                        |  |                                           |                                                          |  |  |  |  |  |  |  |                                     |
|                                       | Frederik Kristián II. Šlesvicko-Holštýnsko-Sonderbursko-Augustenburský |  |                                           |                                                          |  |  |  |  |  |  |  |                                     |
|                                       |                                                                        |  |                                           |                                                          |  |  |  |  |  |  |  |                                     |
|                                       |                                                                        |  |                                           | Šarlota Amálie Šlesvicko-Holštýnsko-Sonderbursko-Plönská |  |  |  |  |  |  |  |                                     |
|                                       |                                                                        |  |                                           |                                                          |  |  |  |  |  |  |  |                                     |
|                                       | Kristián August II. Šlesvicko-Holštýnsko-Sonderbursko-Augustenburský   |  |                                           |                                                          |  |  |  |  |  |  |  |                                     |
|                                       |                                                                        |  |                                           |                                                          |  |  |  |  |  |  |  |                                     |
|                                       |                                                                        |  |                                           | Kristián VII.                                            |  |  |  |  |  |  |  |                                     |
|                                       |                                                                        |  |                                           |                                                          |  |  |  |  |  |  |  |                                     |
|                                       | Luisa Augusta Dánská                                                   |  |                                           |                                                          |  |  |  |  |  |  |  |                                     |
|                                       |                                                                        |  |                                           |                                                          |  |  |  |  |  |  |  |                                     |
|                                       |                                                                        |  |                                           | Karolina Matylda Hannoverská                             |  |  |  |  |  |  |  |                                     |
|                                       |                                                                        |  |                                           |                                                          |  |  |  |  |  |  |  |                                     |
|                                       | Fridrich VIII. Šlesvicko-Holštýnský                                    |  |                                           |                                                          |  |  |  |  |  |  |  |                                     |
|                                       |                                                                        |  |                                           |                                                          |  |  |  |  |  |  |  |                                     |
|                                       |                                                                        |  |                                           | Frederik Christian Danneskiold-Samsøe                    |  |  |  |  |  |  |  |                                     |
|                                       |                                                                        |  |                                           |                                                          |  |  |  |  |  |  |  |                                     |
|                                       | Kristián Konrád Danneskioldsko-Samsøeský                               |  |                                           |                                                          |  |  |  |  |  |  |  |                                     |
|                                       |                                                                        |  |                                           |                                                          |  |  |  |  |  |  |  |                                     |
|                                       |                                                                        |  |                                           | Frederikke Louise von Kleist                             |  |  |  |  |  |  |  |                                     |
|                                       |                                                                        |  |                                           |                                                          |  |  |  |  |  |  |  |                                     |
|                                       | Luisa Žofie z Danneskiold-Samsøe                                       |  |                                           |                                                          |  |  |  |  |  |  |  |                                     |
|                                       |                                                                        |  |                                           |                                                          |  |  |  |  |  |  |  |                                     |
|                                       |                                                                        |  |                                           | Frederik Christian Kaas                                  |  |  |  |  |  |  |  |                                     |
|                                       |                                                                        |  |                                           |                                                          |  |  |  |  |  |  |  |                                     |
|                                       | Henrietta Danneskioldsko-Samsøeská                                     |  |                                           |                                                          |  |  |  |  |  |  |  |                                     |
|                                       |                                                                        |  |                                           |                                                          |  |  |  |  |  |  |  |                                     |
|                                       |                                                                        |  |                                           | Edele Sofie Kaas Sparre til huset Nedergaard             |  |  |  |  |  |  |  |                                     |
|                                       |                                                                        |  |                                           |                                                          |  |  |  |  |  |  |  |                                     |
| Augusta Viktorie Šlesvicko-Holštýnská |                                                                        |  |                                           |                                                          |  |  |  |  |  |  |  |                                     |
|                                       |                                                                        |  |                                           |                                                          |  |  |  |  |  |  |  |                                     |
|                                       |                                                                        |  | Kristián Albrecht z Hohenlohe-Langenburku |                                                          |  |  |  |  |  |  |  |                                     |
|                                       |                                                                        |  |                                           |                                                          |  |  |  |  |  |  |  |                                     |
|                                       | Karel Ludvík Hohenlohe-Langenburský                                    |  |                                           |                                                          |  |  |  |  |  |  |  |                                     |
|                                       |                                                                        |  |                                           |                                                          |  |  |  |  |  |  |  |                                     |
|                                       |                                                                        |  |                                           | Karolína Stolbersko-Gedernská                            |  |  |  |  |  |  |  |                                     |
|                                       |                                                                        |  |                                           |                                                          |  |  |  |  |  |  |  |                                     |
|                                       | Arnošt I. z Hohenlohe-Langenburgu                                      |  |                                           |                                                          |  |  |  |  |  |  |  |                                     |
|                                       |                                                                        |  |                                           |                                                          |  |  |  |  |  |  |  |                                     |
|                                       |                                                                        |  |                                           | Jan Kristián II. Solmsko-Baruthský                       |  |  |  |  |  |  |  |                                     |
|                                       |                                                                        |  |                                           |                                                          |  |  |  |  |  |  |  |                                     |
|                                       | Amálie Henrietta ze Solms-Baruth                                       |  |                                           |                                                          |  |  |  |  |  |  |  |                                     |
|                                       |                                                                        |  |                                           |                                                          |  |  |  |  |  |  |  |                                     |
|                                       |                                                                        |  |                                           | Frederika Luisa Žofie Reussová z Köstritz                |  |  |  |  |  |  |  |                                     |
|                                       |                                                                        |  |                                           |                                                          |  |  |  |  |  |  |  |                                     |
|                                       | Adléta z Hohenlohe-Langenburgu                                         |  |                                           |                                                          |  |  |  |  |  |  |  |                                     |
|                                       |                                                                        |  |                                           |                                                          |  |  |  |  |  |  |  |                                     |
|                                       |                                                                        |  |                                           | Karel Bedřich Vilém Leiningenský                         |  |  |  |  |  |  |  |                                     |
|                                       |                                                                        |  |                                           |                                                          |  |  |  |  |  |  |  |                                     |
|                                       | Emich Karel Leiningenský                                               |  |                                           |                                                          |  |  |  |  |  |  |  |                                     |
|                                       |                                                                        |  |                                           |                                                          |  |  |  |  |  |  |  |                                     |
|                                       |                                                                        |  |                                           | Kristiána Solmsko-Rödelheimská                           |  |  |  |  |  |  |  |                                     |
|                                       |                                                                        |  |                                           |                                                          |  |  |  |  |  |  |  |                                     |
|                                       | Feodora Leiningenská                                                   |  |                                           |                                                          |  |  |  |  |  |  |  |                                     |
|                                       |                                                                        |  |                                           |                                                          |  |  |  |  |  |  |  |                                     |
|                                       |                                                                        |  |                                           | František Sasko-Kobursko-Saalfeldský                     |  |  |  |  |  |  |  |                                     |
|                                       |                                                                        |  |                                           |                                                          |  |  |  |  |  |  |  |                                     |
|                                       | Viktorie Sasko-Kobursko-Saalfeldská                                    |  |                                           |                                                          |  |  |  |  |  |  |  |                                     |
|                                       |                                                                        |  |                                           |                                                          |  |  |  |  |  |  |  |                                     |
|                                       |                                                                        |  |                                           | Augusta Reuss Ebersdorf                                  |  |  |  |  |  |  |  |                                     |
|                                       |                                                                        |  |                                           |                                                          |  |  |  |  |  |  |  |                                     |